# William Bingham

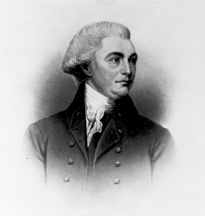
William Bingham

William Bingham (* 8. März 1752 in Philadelphia, Provinz Pennsylvania; † 7. Februar 1804 in Bath, Somerset, England) war ein US-amerikanischer Politiker. Zwischen 1795 und 1801 vertrat er den Bundesstaat Pennsylvania im US-Senat.

## Werdegang

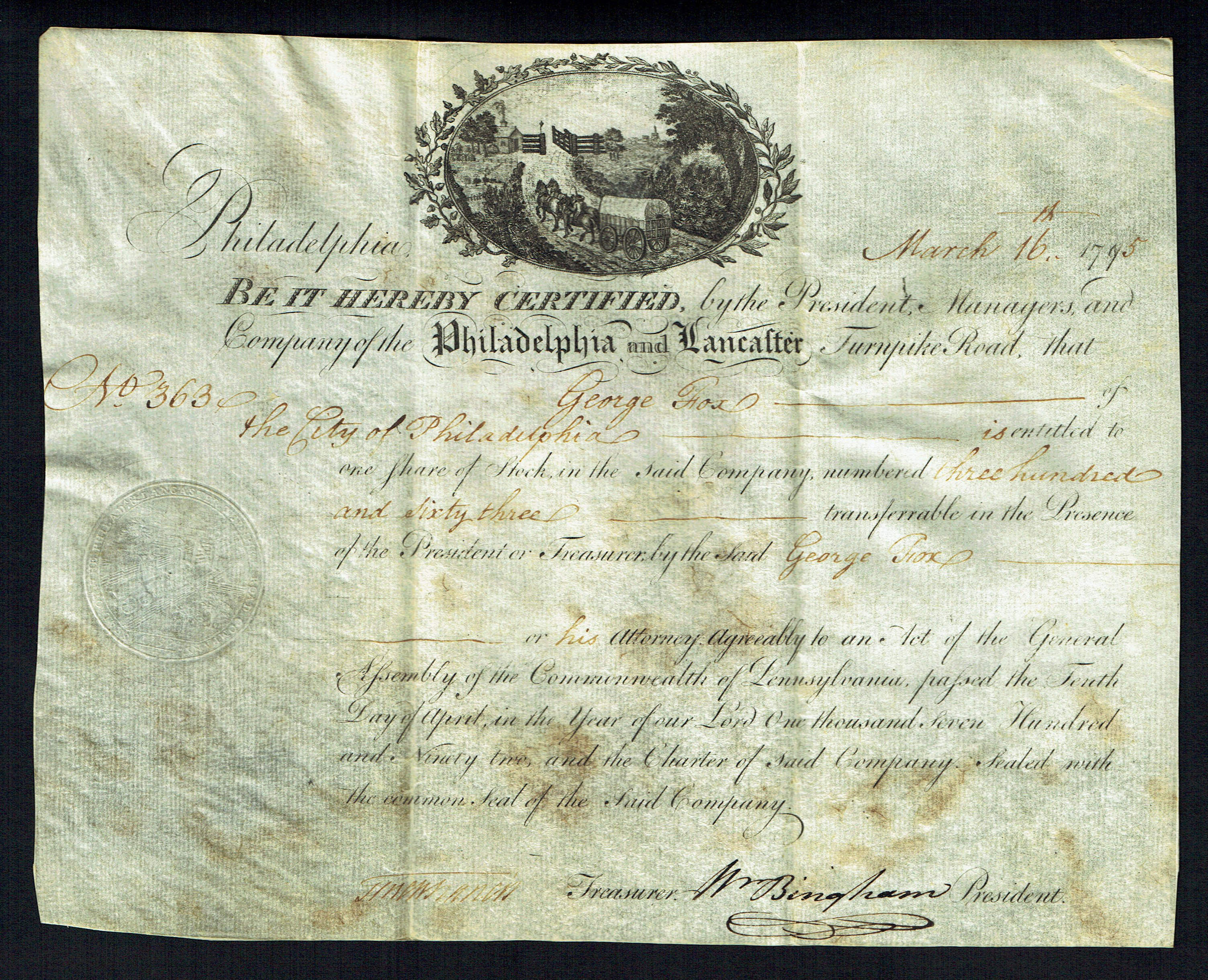
Aktie der "Company of the Lancaster and Turnpike Road" vom 16. März 1795, signiert durch William Bingham

William Bingham wuchs noch während der britischen Kolonialzeit auf. Im Jahr 1768 absolvierte er das Philadelphia College, aus dem die heutige University of Pennsylvania hervorging. In den 1770er Jahren schloss er sich der amerikanischen Revolution an. Zwischen 1777 und 1780 war er während des Amerikanischen Unabhängigkeitskriegs Agent des Kontinentalkongresses in Martinique und St. Pierre auf den Westindischen Inseln. Dabei gelang es ihm mit Hilfe seiner Verbindungen einige britische Schiffe aufzubringen und die Beute, darunter Waffen und Munition, den Amerikanern zukommen zulassen. Privat erwarb er große Landflächen auch in anderen Bundesstaaten wie z. B. New York. In den 1780er Jahren galt er als einer der reichsten Männer Pennsylvanias. Er war an verschiedenen Unternehmen beteiligt. Unter anderem gehörte ihm das Handelshaus Bingham, Inglis, and Gilmore. 1781 gründete er die Pennsylvania Bank. 1791 erfolgte die Gründung der Company of the Philadelphia and Lancaster Turnpike, deren erster Präsident er war.
Gleichzeitig begann er eine politische Laufbahn. Zwischen 1786 und 1788 saß er im Kontinentalkongress und von 1790 bis 1791 gehörte er dem Repräsentantenhaus von Pennsylvania an, dessen Präsident er 1791 war. In den Jahren 1794 und 1795 war er Mitglied im Staatssenat. Auch in diesem Gremium übte er das Amt des Präsidenten aus. Politisch wurde er Mitglied der Ende der 1790er Jahre von Alexander Hamilton gegründeten Föderalistischen Partei. Seit 1787 war er Mitglied der American Philosophical Society.
Im Jahr 1794 wurde William Bingham in den US-Senat gewählt, wo er am 4. März 1795 die Nachfolge von Robert Morris antrat. Da er im Jahr 1800 auf eine weitere Kandidatur verzichtete, schied er nach Ablauf seiner sechsjährigen Amtszeit am 3. März 1801 wieder aus dem Kongress aus. Während dieser Zeit wurde im Jahr 1800 die neue Bundeshauptstadt Washington, D.C. bezogen. Zwischen 1795 und 1797 war Bingham amtierender Senatspräsident. 
Nach dem Ende seiner Zeit im Kongress zog er sich aus der Politik zurück und widmete sich seinen privaten Unternehmen. Wenig später zog er nach Bath in England, wo er am 6. Februar 1804 verstarb. Er war mit Anne Willing Bingham (1764–1801) verheiratet. Diese war die Tochter von Thomas Willing (1731–1821), der Delegierter im Kontinentalkongress und später Präsident der Bank of North America und dann der First Bank of the United States war.